# Killradio
Killradio (stilisiert auch KillRadio) ist eine Punkrock-Band aus Northridge, Kalifornien, die im Jahr 2001 gegründet wurde. Die Musik der Gruppe vereint einen Mix aus verschiedenen Genres wie Hard Rock, Hardcore, Post-Punk, Ska und Funk. Offiziell löste sich die Band 2009 auf, während alle Mitglieder noch in anderen Musikprojekten aktiv blieben. 2017 kündigte die Band in Originalbesetzung wieder aktiv zu werden und veröffentlichte ab 2019 nach 10-jähriger Pause neue Musik.

## Geschichte
Die ursprüngliche Mitglieder der Band, Sänger und Gitarrist Brandon Jordan, Bassist Todd Bondy und Drummer Sergio Reyes, kannten sich schon von früheren Projekten aus der Jugendzeit und gründeten Killradio im Jahr 2000 in Südkalifornien. Der Name der Band ergab sich aus ihrer gemeinsamen Ansicht, dass das gegenwärtige Radioprogramm seine eigentliche Funktion, neue, unbekannte und kreative Musik ins Rampenlicht zu rücken, zunehmend vernachlässigt und zur Kommerzialisierung einer geringen Auswahl von populärer Musik vereinnahmt wird. Oder wie es im Liedtext des Songs „Entertained“ sinngemäß heißt: “They made radio for the music. Now people just make music for the radio” (Sie erschufen das Radio für die Musik. Heute machen die Leute nur noch Musik fürs Radio). 
Zunächst spielte die Band auf lokalen Bühnen im Raum Los Angeles und Ventura County und veröffentlichte unabhängig oder mit kleineren Plattenlabels vereinzelte Lieder, mit denen sie auf sich aufmerksam machte und schließlich von Columbia Records unter Vertrag genommen wurde. Im Jahr 2004 veröffentlichte die Band ihr erstes Album „Raised on Whipped Cream“ (Aufgezogen mit Schlagsahne), welches mit politischen und sozialkritischen Inhalten auffiel. Die Musik auf dem Album wurde weitreichend positiv aufgenommen und führte schließlich dazu, dass die Gruppe mit anderen Bands wie den Lostprophets oder unter anderem auf der Warped Tour 2004 auftrat, sowie vom LA basierten Radiosender KROQ auf derer jährlich veröffentlichten CD aufgenommen wurden. Einige Lieder des Albums wurden als Teil des Soundtrack von Computerspielen verwendet, wie etwa der Song „Scavenger“ in Need for Speed: Underground 2 (Electronic Arts) oder „Do You Know? (Knife in Your Back)“ in ATV Offroad Fury 3 (Climax Racing).

## Diskografie
- 2002: One Word Solution – Split Decisions (Single, Dedicated Wreckers)
- 2003: eMpTy-V Generation (EP, Eigenproduktion)
- 2004: Off with His Head (EP, Columbia Records)
- 2004: Raised on Whipped Cream (Album, Columbia Records)
- 2008: Good Americans (EP, Nine 12 Records)
- 2019: This Land is Our Land? (EP, KR Records)
- 2020: Election Year (KR Records)